# Ilex buergeri
Ilex buergeri är en järneksväxtart som beskrevs av Friedrich Anton Wilhelm Miquel. Ilex buergeri ingår i släktet järnekar, och familjen järneksväxter. Utöver nominatformen finns också underarten I. b. rolfei.